# Liste des groupes naxalites et maoïstes en Inde
L'Inde a de nombreux partis et organisations maoïsme et naxalite.
- Centre des communistes indiens
- Centre Communiste Révolutionnaire (en)
- Centre communiste révolutionnaire de l'Inde (Marxiste-Léniniste-Moïste) (en)
- Communist Ghadar Party of India (en)
- Comité central provisoire, Parti communiste de l'Inde (Marxiste-léniniste) (en) dirigée par Satyanarayan Singh et Santosh Rana
- Communist Party Reorganization Centre of India (Marxiste-léniniste) (en)
- Comité marxiste-léniniste (en) dirigée par K. Venkateswar Rao
- Ligue communiste de l'Inde (Marxiste-léniniste) (en)
- Lal Jhanda Dal (en)
- Organisation communiste de l'Inde (Marxiste-léniniste) (en)
- Parti communiste de Bharat dirigée par Barnali Mukherje
- Parti communiste des États-Unis d'Inde (en)
- Parti communiste d'Inde (maoïste) dirigée par Muppala Lakshmana Rao, résultat de la fusion en septembre 2004 du Centre communiste maoïste (MCC) et du Parti communiste d'Inde (Marxiste-léniniste) Guerre populaire.
- Parti communiste de l'Inde (Marxiste-léniniste) Agami Yug
- Parti communiste de l'Inde (Marxiste-léniniste) Bhaijee
- Parti communiste de l'Inde (Marxiste-léniniste) Comité d'organisation
- Parti communiste de l'Inde (Marxiste-léniniste) équipe centrale (en)
- Parti communiste de l'Inde (Marxiste-léniniste) Jan Samvad
- Parti communiste de l'Inde (Marxiste-léniniste) Janashakti dirigée par Koora Rajanna, résultat de la fusion le 30 juillet 1992 du PCI (ML)-Resistance, d'une faction du Centre unifié des communistes révolutionnaires de l'Inde (Marxiste-léniniste), du PCI (ML) Agami Yug, du Paila Vasudev Rao's CPI (ML), du PCI (ML) Faction Khokan Majumdar, du CCCR et du Groupe communiste révolutionnaire pour l'unité.
- Parti communiste de l'Inde (Marxiste-léniniste) Janashakti (en)
- Parti communiste de l'Inde (Marxiste-léniniste) (Kanu Sanyal) (en) dirigée par Kanu Sanyal
- Parti communiste de l'Inde (Marxiste-léniniste) Liberation (en) dirigée par Dipankar Bhattacharya
- Parti communiste de l'Inde (Marxiste-léniniste) (Mahadev Mukherjee) (en) dirigée par Mahadev Mukherjee
- Parti communiste de l'Inde (Marxiste-léniniste) Maharashtra
- Parti communiste de l'Inde (Marxiste-léniniste) Nai Pahal
- Parti communiste de l'Inde (Marxiste-léniniste) Naxalbari (en)
- Parti communiste de l'Inde (Marxiste-léniniste) New Democracy (en) dirigée par Chandra Pulla Reddy et Yatendra Kumar
- Parti communiste de l'Inde (Marxiste-léniniste) New Proletarian
- Parti communiste de l'Inde (Marxiste-léniniste) Phani Bagchi
- Parti communiste de l'Inde (Marxiste-léniniste) Prajashakti
- Parti communiste de l'Inde (Marxiste-léniniste) Praja Pratighatana
- Parti communiste de l'Inde (Marxiste-léniniste) Prathighatana
- Parti communiste de l'Inde (Marxiste-léniniste) Ramachandran
- Parti communiste de l'Inde (Marxiste-léniniste) Red Flag (en) dirigée par Unnichekkan
- Parti communiste de l'Inde (Marxiste-léniniste) Red Star (en) dirigée par K.N.Ramachandran
- Parti communiste de l'Inde (Marxiste-léniniste) Shantipal (en)
- Parti communiste de l'Inde (Marxiste-léniniste) Somnath (en) dirigée par Somnath Chatterjee Ukhra et Pradip Banerjee
- Parti communiste de l'Inde (Marxiste-léniniste) Yatrindra Kumar
- Parti communiste maoïste du Manipur
- People’s Liberation Army
- Parti socialiste révolutionnaire de l'Inde (Marxiste-léniniste) (en)
- Re-organizing Committee, Communist League of India (Marxiste-léniniste) (en)
- Revolutionary Communist Unity Centre (Marxiste-léniniste) (en)
- Unity Centre of Communist Revolutionaries of India (Marxiste-léniniste) (D.V. Rao) (en)
- Unity Centre of Communist Revolutionaries of India (Marxiste-léniniste) (Ajmer group) (en)